# Битва (фильм, 1911)
«Битва» (англ. The Battle, 1911) — американский военный короткометражный художественный фильм Дэвида Гриффита. Действие фильма происходит во время Гражданской войны в США. Фильм был снят в городе Форт-Ли, штат Нью-Джерси, где располагались первые киностудии американской киноиндустрии начала XX века. Отпечатки фильма сохранились в нескольких киноархивах по всему миру, включая Музей современного искусства, архив кино и телевидения Калифорнийского университета в Лос-Анджелесе, Музей Джорджа Истмана и кинотеку Испании. Это был дебют Лайонела Барримора в кино.

## Сюжет
Мальчик участвует в гражданской войне на стороне солдат Союза. Во время первой битвы его охватывает паника, и он прячется в доме своей возлюбленной, которая, снова отправляет его в бой. Мальчик, поборов трусость, незаметно присоединяется к своему отряду. После тяжёлого ранения командующего генерала, мальчику приказывают доставить пополнение боеприпасов. По пути он теряет всех своих товарищей и все повозки, кроме той, которую ведёт сам. Благодаря смелости мальчика, повозка с боеприпасами прибывает к линии фронта как раз вовремя, чтобы отбить атаку конфедератов.

## В ролях
- Чарльз Уэст[англ.] — мальчик
- Бланш Свит — возлюбленная мальчика
- Чарльз Хилл Мейлс[англ.] — командующий объединением
- Роберт Харрон — солдат Союза
- Дональд Крисп — солдат Союза
- Споттисвуд Эйткен
- Эдвин Август[англ.] — профсоюзный деятель
- Лайонел Барримор — водитель фургона
- Кейт Брюс — в городе
- Уильям Дж. Батлер[англ.] — профсоюзный деятель/на прощании
- Кристи Кэбэнн — солдат Союза
- Эдна Фостер[англ.] — на танцах
- Джозеф Грейбилл[англ.] — профсоюзный деятель
- Гай Хедлунд[англ.] — солдат Союза
- Делл Хендерсон[англ.] — профсоюзный деятель
- Гарри Хайд[англ.] — солдат Союза
- Дж. Джикел Ланоэ[англ.] — профсоюзный деятель
- У. Кристи Миллер[англ.] — на танцах
- Альфред Пейджет[англ.] — офицер Конфедерации
- У. Ч. Робинсон[англ.] — солдат Союза
- Кейт Тонкрей[англ.] — на танцах/на прощании